# Алтмарк (брод)
Алтмарк је био брод-танкер немачке ратне морнарице у Другом светском рату. Његово заробљавање од стране британске РМ у норвешким територијалним водама, 16. фебруара 1940, познато као Алтмаршки инцидент (енгл. Altmark incident), било је један од повода немачке инвазије на Норвешку.

## Карактеристике
Алтмарк је био танкер носивости око 10.000 тона и брзине 22 чвора.

## Алтмаршки инцидент

### Позадина
Почетком августа 1939. Алтмарк је отпловио за САД, укрцао гориво и храну, а потом, насред Атлантика, сачекао почетак рата. пловећи под неутралном заставом и лажним именом, повремено се састајао са џепним бојним бродом Адмирал Граф Шпе, снабдевао га и преузимао заробљене посаде потопљених трговачких бродова.

### Инцидент
После потапања брода Адмирал Граф Шпе код Ла Плате 13. децембра 1939, Британци су сазнали да се на Алтмарку налази око 300 британских заробљеника. Трагајући за њим установили су да плови неутралним норвешким територијалним водама. Тамо је упућен 4. дивизион разарача под командом капетана бојног брода Филипа Вајена (енгл. Philip Vian), који је уз помоћ авијације 15. фебруара 1940. открио Алтмарк јужно од Бергена у пратњи 2 норвешке торпиљарке. Норвежани су одбили Вајенов захтев да се брод заједнички прегледа, мотивишући да је то већ учињено и да на броду нема заробљеника. На то је, по наређењу британског Адмиралитета, разарач Козак (енгл. HMS Cossack) у току ноћи упловио у Јесинг Фјорд (норв. Jøssingfjord), где се Алтмарк склонио. Пошто су Норвежани одбили да се Алтмарк врати у Берген и тамо прегледа, Козак је после краће абордажне борбе савладао немачку посаду и ослободио 299 заробљеника сакривених у унутрашњости брода. Непосредно пре абордажа, Алтмарк се насукао при покушају да броду Козак зада удар кљуном.

### Последице
Напад на Алтмарк изазвао је дипломатско-правни сукоб између британске и норвешке владе због повреде неутралности Норвешке, и убрзао је Хитлерову одлуку да нападне Норвешку.

## Каснија служба
После окупације Норвешке, Немци су Алтмарк поправили и наоружали, и под именом Укермарк користили га за снабдевање бродова Шарнхорст, Гнајзенау и Тор. Брод је потонуо 30. децембра 1942. услед експлозије властите муниције у луци Јокохама.